# U-598
Unterseeboot 598 foi um submarino alemão do Tipo VIIC, pertencente a Kriegsmarine que atuou durante a Segunda Guerra Mundial. Foi Destruido pelas forças armadas do Brasil próximo ao litoral da cidade de Natal (Rio Grande do Norte).

## Comandantes
| Comandante                | Data                                         |
| ------------------------- | -------------------------------------------- |
| KrvKpt. Gottfried Holtorf | 27 de novembro de 1941 - 23 de julho de 1943 |

## Subordinação
Durante o seu tempo de serviço, esteve subordinado às seguintes flotilhas:
| Período                                      | Flotilha                                  |
| -------------------------------------------- | ----------------------------------------- |
| 27 de novembro de 1941 - 30 de junho de 1942 | 8. Unterseebootsflottille (treinamento)   |
| 1 de julho de 1942 - 23 de julho de 1943     | 6. Unterseebootsflottille (serviço ativo) |

## Operações conjuntas de ataque
O U-598 participou das seguinte operações de ataque combinado durante a sua carreira:
- Rudeltaktik Jaguar (18 de janeiro de 1943 - 31 de janeiro de 1943)
- Rudeltaktik Stürmer (11 de março de 1943 - 20 de março de 1943)
- Rudeltaktik Seeteufel (23 de março de 1943 - 30 de março de 1943)
- Rudeltaktik Meise (11 de abril de 1943 - 27 de abril de 1943)